# Atoposmia anthodyta
Atoposmia anthodyta is een vliesvleugelig insect uit de familie Megachilidae. De wetenschappelijke naam van de soort is voor het eerst geldig gepubliceerd in 1943 door Michener.